# Tsararano (Boeny)
Tsararano is een plaats en commune in het noordwesten van Madagaskar, behorend tot het district Marovoay, dat gelegen is in de regio Boeny. Tijdens een volkstelling in 2001 telde de plaats 10.882 inwoners.
De plaats biedt enkel lager onderwijs aan. 69 % van de bevolking werkt als landbouwer en 30 % houdt zich bezig met veeteelt. Het belangrijkste landbouwproduct is rijst; andere belangrijke producten zijn tarwe, mais, maniok en gerst. Verder is 1% actief in de dienstensector.